# Ashes of Eternity
Ashes of Eternity treći je studijski album filipinskog death metal-sastava Pathogen. Album je objavljen 16. srpnja 2017. godine, a objavila ga je diskografska kuća Old Temple.

## Popis pjesama
| 1.    | »Cinis Aeturnus (Intro)«   | 1:28 |
| 2.    | »Apocryphal Visions«       | 4:54 |
| 3.    | »Burning in Abysmal Ruins« | 5:18 |
| 4.    | »Deathvomit«               | 4:07 |
| 5.    | »A Graven Frost«           | 7:44 |
| 6.    | »Into the Endless Grey«    | 6:09 |
| 7.    | »Genetic Threat«           | 4:55 |
| 8.    | »Necrolatric Sorcery«      | 4:16 |
| 9.    | »Crematorial Destiny«      | 6:54 |
| 45:45 |                            |      |

## Zasluge
Pathogen
- Willie Desamero – vokali, gitara
- Vic Jarlego – bubnjevi
- Nino Jerome Aranza – bas-gitara
- Jervish Alcos – gitara